# Jesus kan
Jesus kan är en svensk pop-låt och den första singeln av sångaren Olle Ljungström som soloartist. Den släpptes februari 1993, i samband med hans första soloalbum, Olle Ljungström (1993). Med på singeln fanns också låten "Drömmar". Båda låtarna var med på själva debutalbumet.

## Låtlista
Text: Olle Ljungström. Musik: Olle Ljungström och Heinz Liljedahl.
1. "Jesus kan" (4:31)
2. "Drömmar" (6:03)